# Veron Načinović
Veron Načinović (Rijeka, 7 de marzo del 2000) es un jugador de balonmano croata que juega de pívot en el Montpellier Handball de la LNH. Es internacional con la selección de balonmano de Croacia.
Es hijo del exbalonmanista Álvaro Načinović.

## Palmarés

### Selección nacional
| Campeonato Mundial | Campeonato Mundial           | Campeonato Mundial | Campeonato Mundial |
| Año                | Lugar                        | Medalla            |                    |
| ------------------ | ---------------------------- | ------------------ | ------------------ |
| 2025               | Croacia, Dinamarca y Noruega | Medalla de plata   |                    |

## Clubes
| Club                 | País      | Año         |
| -------------------- | --------- | ----------- |
| RK Zamet             | Croacia   | 2015 - 2020 |
| RK Celje             | Eslovenia | 2020 - 2021 |
| Montpellier Handball | Francia   | 2021 - Act. |